# 高霊朴氏
高霊朴氏（コリョンバクし、こうれいぼくし、朝鮮語: 고령박씨）は、朝鮮の氏族の一つ。2015年に韓国で行われた調査での人口は43,774人。

## 来歴
高霊朴氏は新羅の景明王の次男である高陽大君朴彦成を始祖とする。
密陽朴氏、咸陽朴氏、竹山朴氏、商山朴氏、全州朴氏、順天朴氏、月城朴氏、蔚山朴氏、寧海朴氏、江陵朴氏、慶州朴氏と共に朴氏大宗親会（新羅五陵保存会）をなしている。

## 派閥
- 御史公派
- 副創正公派
- 主簿公派
- 司正公派

## 集姓村
- 蔚山広域市蔚州郡凡西面尺果里
- 京畿道利川市栗面高塘里
- 京畿道楊平郡西宗面鼎排里
- 忠清南道舒川郡韓山面松山里
- 慶尚北道高霊郡牛谷面桃津洞
- 慶尚北道星州郡船南面
- 慶尚北道星州郡月恒面
- 慶尚南道宜寧郡宮柳面雲渓里
- 慶尚南道陜川郡龍洲面
- 慶尚南道陜川郡鳳山面[3]

## 人物
朴文秀、朴成彬、朴貴姫、朴在鴻、朴相煕、朴榮玉、朴埈弘、朴正煕、朴槿恵、朴槿令、朴志晩 などがいる。李氏朝鮮時代に 56人の文科及第者、1人の上申、4人の清白吏を輩出した。2000年国勢調査では所帯数 12301世帯、総人口39239人で朴姓の総人口の 1.0%を占める 。